# Čistý pracovní kapitál
Čistý pracovní kapitál (anglicky net working capital) je ukazatel vyjádřený jako rozdíl oběžných aktiv a celkových krátkodobých dluhů (ty mohou být různě vymezeny podle doby jejich splatnosti). Z tohoto výpočtu vyplývá, že je to oběžný majetek financovaný z dlouhodobých zdrojů, který slouží k řízení plynulosti výrobního procesu, likvidity.

## Výpočet
ČPK = Oběžný majetek (oběžná aktiva, krátkodobá aktiva) - krátkodobé cizí zdroje = (zásoby + pohledávky + finanční majetek) - krátkodobé závazky

### Využití
Ukazatel čistého pracovního kapitálu je potřebný pro výpočet Altmanovy analýzy. Věrohodně zobrazuje kapitál, který firma potřebuje ke svému fungování. Přesněji výpočtem zjistíme kolik firmě zůstane prostředků k dispozici, když uhradíme všechny závazky.

### Interpretace výsledku výpočtu
Na ČPK se lze dívat ze dvou pohledů. Z pohledu manažerského je cílem disponovat co nejvyšším pracovním kapitálem, protože tento kapitál umožňuje firmě pokračovat ve své činnosti i v případě, že bude nucena dostát veškerým svým závazkům.
Vlastníci firmy na druhou stranu upřednostňují, aby byl oběžný majetek financován z krátkodobých zdrojů a pouze stálá aktiva ze zdrojů dlouhodobých, které jsou obecně dražší. Z toho plyne, že z hlediska vlastníka je nejlepší čistý pracovní kapitál minimalizovat.
Ovšem v moment kdy je výsledek nulový nebo záporný hovoříme o tom, že firma není schopna platit své závazky, zároveň nemá dostatečný příjem, ať už celkově v podobě tržeb, nebo jen uhrazených pohledávek.